# 中国科学院信息工程研究所

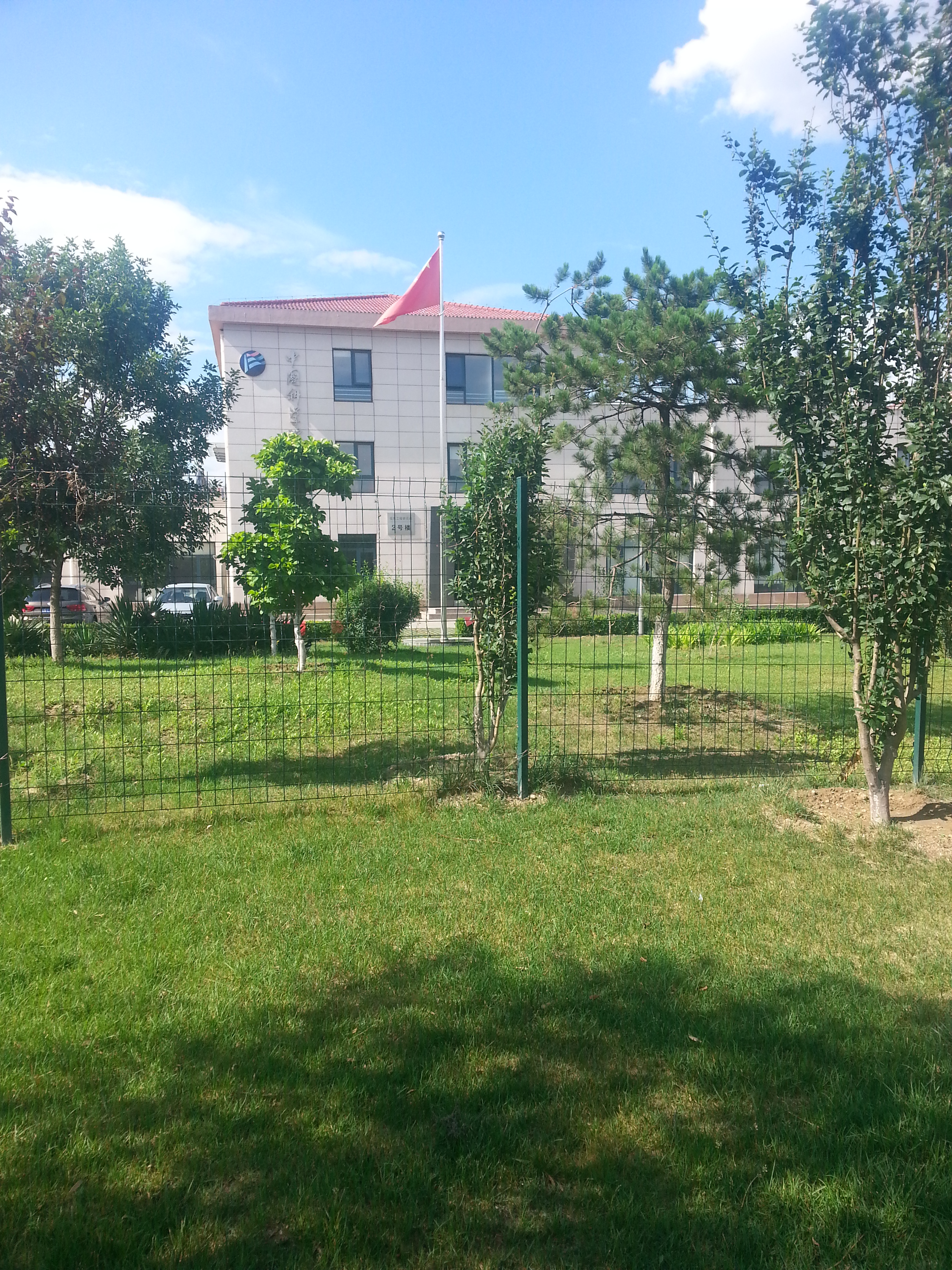

中国科学院信息工程研究所，简称中科院信工所，成立于2011年，隶属于中国科学院。
其主要功能是在信息安全科技领域开展基础理论与前沿技术研究，开发应用性技术与系统。
信工所有信息安全国家重点实验室、信息内容安全技术国家工程研究中心、信息安全共性技术国家工程研究中心、中国科学院数据与通信保护研究教育中心和中国科学院网络测评技术重点实验室等科研平台。

## 沿革
2011年以来，中国科学院信息工程研究所由中国科学院软件研究所、中国科学院计算技术研究所、中国科学院声学研究所等单位重组而来。

## 组织结构
截至2022年底，该所共设置11个研究室，员工1683人。

## 历任所长
1. 田静研究员（首任所长，2011年至2015年）
2. 孟丹研究员（2015年至2024年）
3. 郭莉正高级工程师（2024年至今）

## 主要研究方向
- 密码理论与安全协议
- 信息智能处理
- 数据安全
- 通信与电磁安全
- 网络与系统技术
- 信息系统测试评估技术